# Alboraia Peris Aragó (metropolitana di Valencia)
La stazione di Alboraia Peris Aragó (anteriormente nota come Alboraya-Peris Aragó) è una stazione della linea 3 e della linea 9 della metropolitana di Valencia situata nel comune di Alboraya, nell'Horta Nord, Comunità Valenciana.

## Storia
La stazione originale è stata aperta il 5 maggio 1995 con l'inaugurazione della linea 3 con il nome iniziale di stazione di Alboraya. Originariamente, la stazione era in superficie.
Il 12 dicembre 2010, la stazione è stata riaperta grazie all'interramento della linea sotterranea di Alboraya ed è stato creato un nuovo edificio di accesso, oltre ad essere ribattezzata stazione Alboraya-Peris Aragón. Il 6 marzo 2015 è stata inaugurata la nuova linea 9 che collega Alboraya con il sud di Camp de Túria, con la stazione Alboraya-Peris Aragó come stazione di partenza della nuova linea e capoliena est.